# Days of Our Lives (album)
Days of Our Lives è il secondo album in studio del gruppo musicale tedesco Bro'Sis, pubblicato nel 2003.

## Tracce
1. Oh No (Extended Version) – 4:08
2. V.I.P. – 4:10
3. Days Of Our Lives – 3:28
4. Attenzione – 3:27
5. Put Your Hands Up – 3:22
6. Never Stop (Rock Version) – 3:13
7. Where Would I Be – 4:10
8. It's Allright With Me – 3:42
9. Get Me Some – 3:24
10. U Can't Stop – 3:18
11. Tell Me Why – 3:39
12. All Of The Above – 3:17
13. Never Stop (Unplugged Mix) – 3:09